# 2016 في الكويت

## المناصب
- أمير الدولة : صباح الأحمد الجابر الصباح
- ولي العهد: نواف الأحمد الجابر الصباح
- رئيس الوزراء : جابر المبارك الصباح

## أحداث
- حلّ مجلس الأمة الكويتي 2013.

## وفيات
- محمد حسن الدهلاوي - ممثل.
- فلاح الصواغ - سياسي.
- هاني مطر - ممثل.
- سليمان الحزامي - كاتب.
- إبراهيم الصولة - ملحن.
- فيصل المسفر - ممثل.
- أحمد الضرمان - ممثل.
- عيسى الجساس - لاعب وحكم كرة قدم.
- مكي القلاف - ممثل وإعلامي.
- عبد المحسن السهيل - ممثل.
- عبد الله السيفان - ممثل.
- فؤاد الشطي - مخرج مسرحي.
- حمد الجوعان - سياسي.
- حسن عبد الرسول - ممثل.
- نورة - مغنية.